# Lein-Lolch
Der Lein-Lolch (Lolium remotum) oder Flachs-Lolch ist eine Pflanzenart aus der Gattung Lolch (Lolium) innerhalb der Familie der Süßgräser (Poaceae).

## Beschreibung

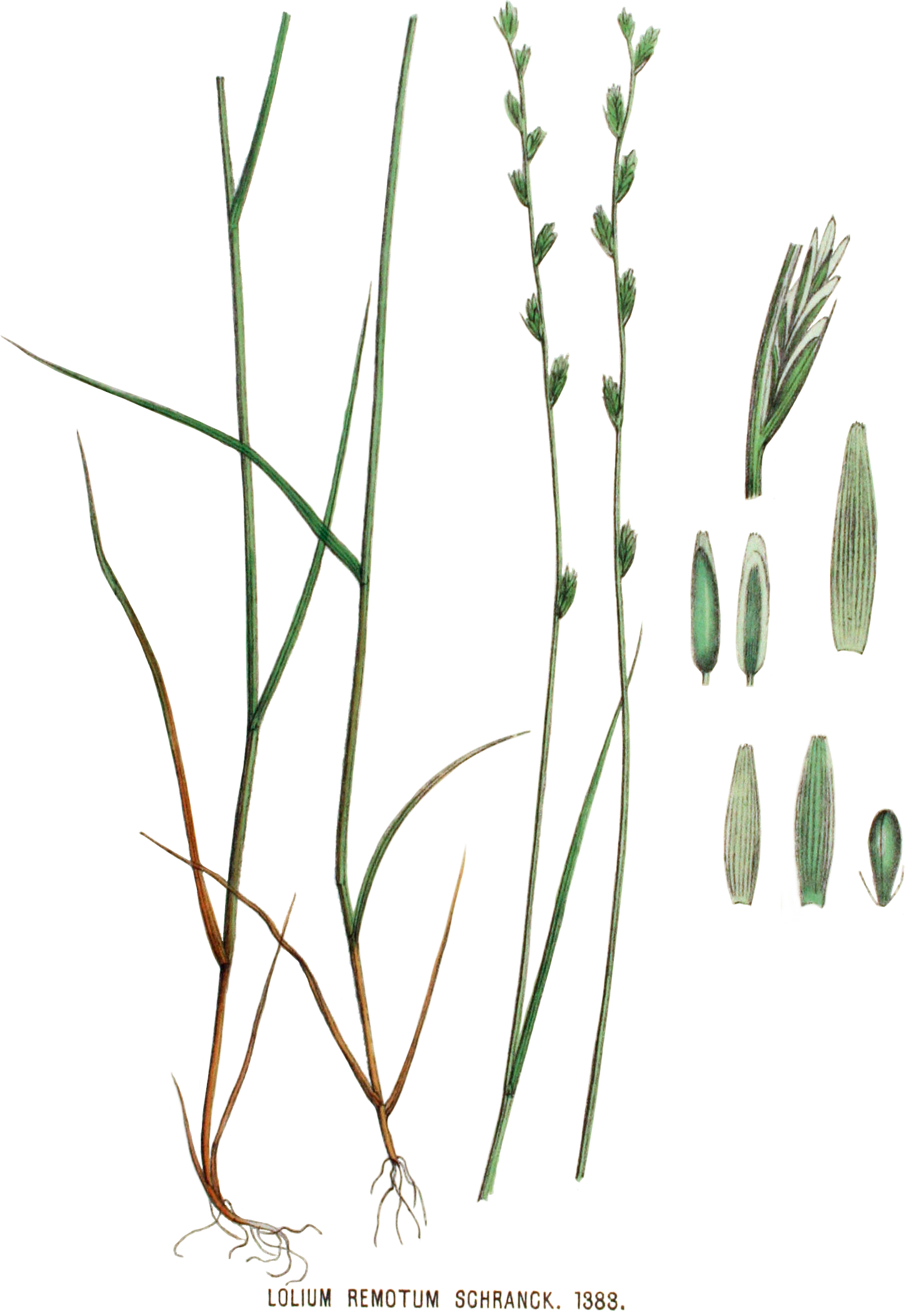
Illustration aus Flora Batava, Volume 18

### Vegetative Merkmale
Der Lein-Lolch ist eine einjährige krautige Pflanze, die Wuchshöhen von 30 bis 60, selten bis zu 100 Zentimetern erreicht. Er wächst meist büschelig und bildet keine nichtblühenden Triebe. Der aufrechte, einfache oder am Grunde verzweigte Halm ist unterhalb des Blütenstandes rau, sonst glatt und besitzt zwei bis vier Knoten. Alle Pflanzenteile sind grün bis gelb-grün.
Die wechselständig am Halm angeordneten Laubblätter sind in Blattscheide und -spreite gegliedert. Die Blattscheiden sind glatt und kahl, das Blatthäutchen (Ligula) ist 0,5 bis 2 Millimeter lang und gestutzt. Die Blattspreite ist 5 bis 20 Zentimeter lang und 0,5 bis 5 Millimeter breit. In Knospenlage ist die Spreite zusammengefaltet, später flach. Die Blattoberseite und der -rand sind rau und die -unterseite ist glatt.

### Generative Merkmale
Die Blütezeit reicht von Juni bis August. Der ährige Blütenstand ist 4 bis 20 Zentimeter lang und aufrecht, die Ährenachse ist geschlängelt. Die Ährchen stehen entfernt voneinander, im oberen Ährenbereich können sie sich auch am Grund überlappen. Die Ährchen enthalten drei bis acht Blütchen und sind 6 bis 12, selten bis zu 16 Millimeter lang. Die Ährchenachse zerfällt zur Reife nicht. Die untere Hüllspelze ist nur beim obersten Ährchen ausgebildet. Die obere Hüllspelze ist fünf- bis siebennervig und 5 bis 12, selten bis zu 16 Millimeter lang, dabei halb so lang bis gleich lang wie das Ährchen, stumpf und derbhäutig, die Oberfläche ist glatt und kahl. Die Deckspelzen sind 3,5 bis 4,5, selten bis zu 5,5 Millimeter lang. Sie sind stumpf oder gestutzt, von lederiger Konsistenz und meist ohne Granne (selten mit Granne, die bis zu 8 Millimeter lang sein kann). Die Staubbeutel sind 1,5 bis 2,2 Millimeter lang.
Die Früchte sind mit einer Länge von 3,2 bis 4,5 Millimetern zwei- bis dreimal so lang wie breit.
Die Chromosomenzahl beträgt 2n = 14.

## Ökologie
Beim Lein-Lolch handelt es sich um einen Therophyten. Die Blüten sind Selbstbestäuber.
Alle Pflanzenteile sind aufgrund eines endophytischen Pilzes giftig.

## Vorkommen
Die ursprüngliche Heimat ist der westliche Himalaya, Indien sowie Pakistan.
Der Lein-Lolch ist im östlichen Europa, in Nordafrika, im gemäßigten Asien von Sibirien bis China, in Australien und im südlichen Südamerika eingebürgert.
Der Lein-Lolch ist in Mitteleuropa praktisch ausgestorben und war früher ein bedeutendes Unkraut in Flachsfeldern. Der Lein-Lolch ist aufgrund des Rückgangs des Flachsanbaus arealweit vom Aussterben bedroht. Er tritt nur sehr zerstreut auf, vielfach ist er in früheren Gebieten nicht mehr zu beobachten. In Mecklenburg-Vorpommern tritt er unbeständig auf. In Deutschland (außer Sachsen-Anhalt und Brandenburg), Belgien und in der Tschechischen Republik ist er ausgestorben oder verschollen. In der Schweiz gilt er als stark gefährdet. In Österreich ist die Art ausgestorben oder verschollen, in Kärnten ist sie noch unbeständig anzutreffen. Weder in Österreich noch in Deutschland steht er unter Schutz. In Deutschland gilt er als Archäophyt.
Der Lein-Lolch ist ein „Ackerunkraut“ und wächst besonders in Leinfeldern. Nach 1950 hatte er kurzfristig einen zweiten Schwerpunkt in Serradella-(Ornithopus sativus)-Feldern. Weiters wächst er an Wegrändern, Güterumschlagsplätzen und Schuttplätzen. Er gedeiht in Mitteleuropa am besten auf frischen, nährstoffreichen Lehm- und Tonböden. Er ist ein Nährstoffzeiger und eine ausgesprochene Lichtpflanze. Er kommt bis in die montane Höhenstufe vor. Er ist eine Assoziationscharakterart der Leinunkrautgesellschaft Lolio remoti-Linetum innerhalb des Verbands Lolio remotae-Linion; er kommt auch in Raukengesellschaften (Sisymbrion) vor.
Die ökologischen Zeigerwerte nach Landolt et al. 2010 sind in der Schweiz: Feuchtezahl F = 3 (mäßig feucht), Lichtzahl L = 4 (hell), Reaktionszahl R = 4 (neutral bis basisch), Temperaturzahl T = 4+ (warm-kollin), Nährstoffzahl N = 3 (mäßig nährstoffarm bis mäßig nährstoffreich), Kontinentalitätszahl K = 4 (subkontinental).

## Systematik
Die Erstveröffentlichung von Lolium remotum erfolgte 1789 durch Franz von Paula Schrank in Baierische Flora. München, 1, Seite 382. Das Artepitheton remotus stammt aus dem Lateinischen und bezieht sich auf die entfernt stehenden Ährchen. Synonyme für Lolium remotum Schrank sind: Lolium complanatum Schrad., Lolium linicolum A.Braun und Lolium temulentum subsp. remotum (Schrank) A. & D.Löve.
Die Art Lolium remotum gehört zur Artengruppe des Taumel-Lolchs (Lolium temulentum).